# ダミアーノ・チーマ
ダミアーノ・チーマ（Damiano Cima、1993年9月13日 - ）はイタリア・ブレシア出身の自転車競技選手。弟のイメリオ・チーマも自転車競技選手である。

## 経歴

### 2018
- イタリアのプロコンチネンタルチーム、NIPPO・ヴィーニファンティーニ・エウローパオヴィーニでプロデビュー。
- ツアー・オブ・シンタイ（英語版）でプロ初勝利。[1]

### 2019
- ジロ・デ・イタリア第18ステージで逃げ切り勝利を挙げ、チームにグランツール初勝利をもたらした[2]。

## 主な戦績

### 2018
- ツアー・オブ・シンタイ（英語版）  総合優勝、 ポイント賞（第1ステージ優勝）
- ツアー・オブ・チャイナ１（英語版） 区間優勝（第6ステージ）[3]

### 2019
- ジロ・デ・イタリア
  - 総合137位（第18ステージ優勝）
  - 総合フーガ賞（大会を通じて最も長く逃げた選手に贈られる賞）[4]